# 张慧 (1984年)
张慧（1984年1月—），黑龙江黑河人，鄂伦春族，中国共产党党员。中华人民共和国政治人物、第十三届全国人民代表大会黑龙江地区代表。

## 生平
2018年2月24日，当选为第十三届全国人大代表。